# Castellanza
Castellanza – miejscowość i gmina we Włoszech, w regionie Lombardia, w prowincji Varese.
Według danych na rok 2004 gminę zamieszkiwało 14 570 osób, 2428,3 os./km².